# Wushi (köping)
Wushi (kinesiska: 乌石, 乌石镇) är en köping i Kina. Den ligger i provinsen Hunan, i den södra delen av landet, omkring 67 kilometer sydväst om provinshuvudstaden Changsha. Antalet invånare är 28970. Befolkningen består av 14 160 kvinnor och 14 810 män. Barn under 15 år utgör 15,0 %, vuxna 15-64 år 71 %, och äldre över 65 år 13,0 %.
Genomsnittlig årsnederbörd är 1 784 millimeter. Den regnigaste månaden är maj, med i genomsnitt 354 mm nederbörd, och den torraste är oktober, med 38 mm nederbörd.